# نيلسون غونسالفيس
نيلسون غونسالفيس (بالبرتغالية: Nélson Gonçalves‏) هو مغني وكاتب أغاني برازيلي، ولد في 21 يونيو 1919 في سانتانا دو ليفرامينتو ‏ في البرازيل، وتوفي في 18 أبريل 1998 في ريو دي جانيرو في البرازيل بسبب نوبة قلبية.

## وصلات خارجية
- نيلسون غونسالفيس على موقع ميوزك برينز (الإنجليزية)
- نيلسون غونسالفيس على موقع ديسكوغز (الإنجليزية)